# Fruktved
Fruktved, även fruktsporre och fruktkudde är de kortskott på ett fruktträd som ger blommor och frukt. På många fruktträd, särskilt inom rosväxterna (Rosaceae) kommer det inte blommor på långskotten, utan bara på kortskotten. Dessa är sidoställda, växer inte mycket på längden och får efter ett par år ett tjockt, krokigt utseende som är fårat av bladärr. När ett fruktträd, särskilt päron och äpple, ska beskäras är det viktigt att vara försiktig med fruktveden. Många beskärningsmetoder, som till exempel spaljéring, syftar till att öka mängden fruktved.

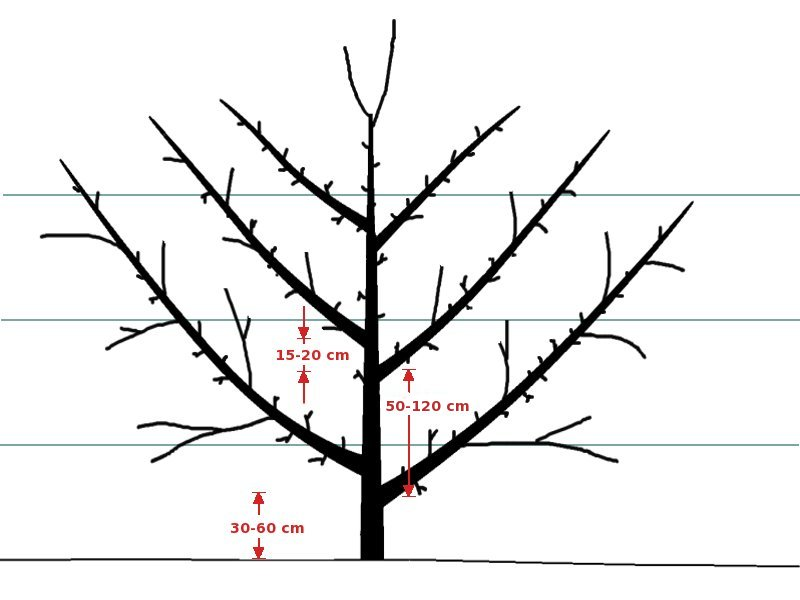
Palmettspaljering av äppelträd. Fruktveden är de korta sidoställda grenarna.
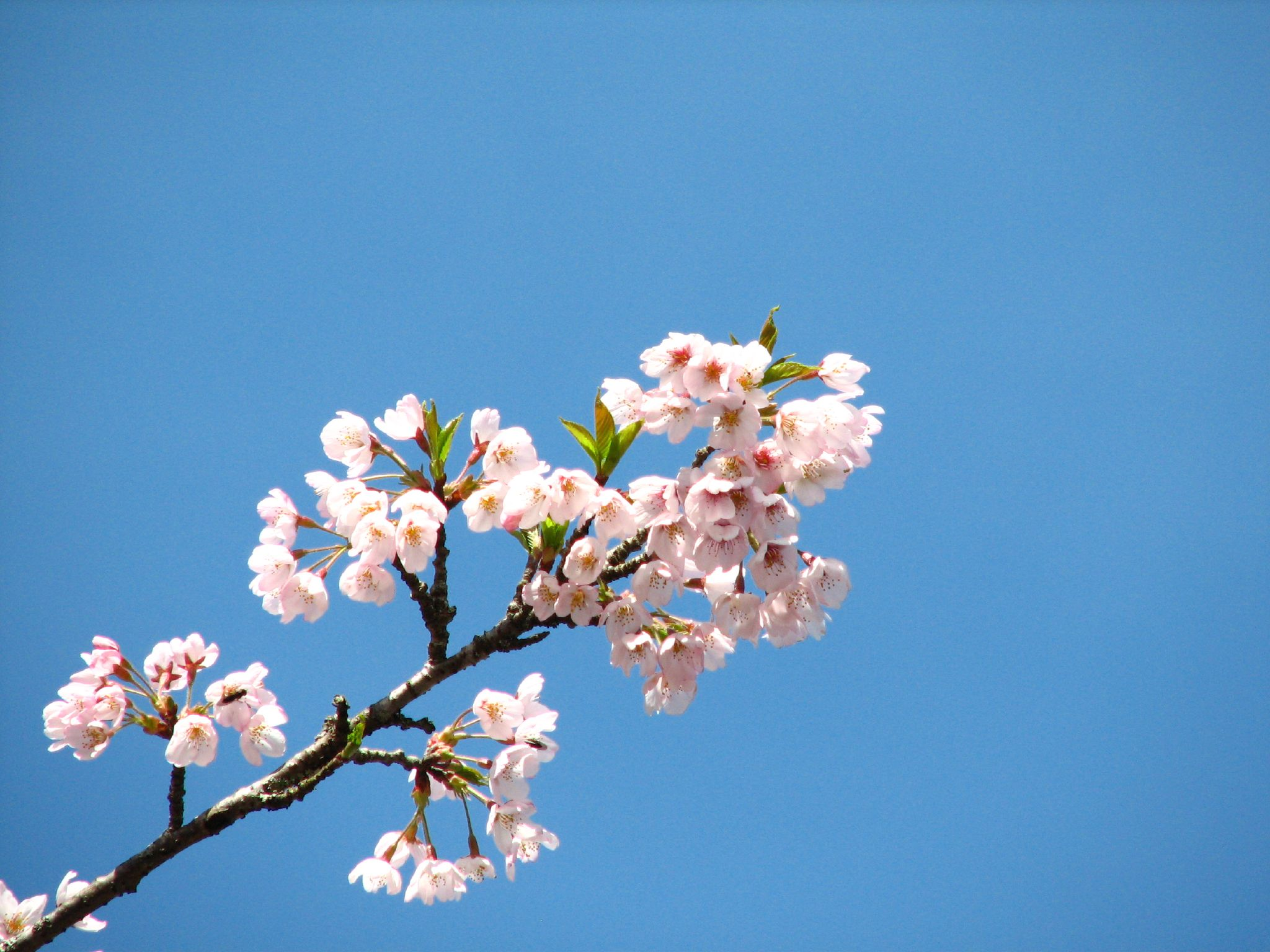
Körsbärsblom, tydligt koncentrerad till kortskotten (fruktveden).
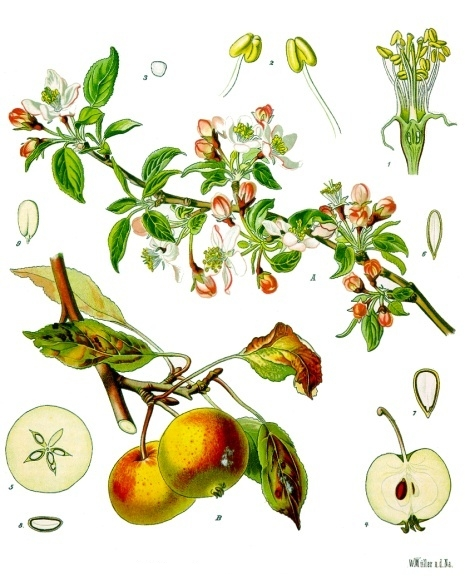
Illustration av äpple där man ser att fruktveden är randig av bladärr.